# القنبلة اليدوية م/د RKG-3
القنبلة اليدوية م/د RKG-3 اختصار للجملة الروسية [Ruchnaya Kumulyativnaya Granata]، وهي سلسلة من القنابل اليدوية الروسية ذات الحشوة الجوفاء المضادة للآليات المدرعة، والتي طورت عن القنابل اليدوية م/د 
RPG-43،RPG-40،RPG-6 التي ظهرت خلال الحرب العالمية الثانية.
دخلت الخدمة في الجيش السوفييتي في العام 1950، لكنها اليوم لم تعد مستخدمه في الجيوش النظامية، وحلت محلها الأسلحة م/د الحديثة، وقد نراها فقط مع المليشات وحركات التحرر.

## آلية عمل القنبلة
- تستعمل القنبلة من خلف ساتر حماية، ويمكن لأي جندي حملها ورميها على العدو من مسافة قريبة لا تتجاوز مترين أو ثلاثة، بمجرد سحب حلقة الأمان ورمي القنبلة على الهدف، تنفتح مظلة صغيرة لتحقيق توازن سقوط القنبلة فوق الهدف بزاوية 90 درجة، وعند اصطدامها ينفجر الرأس ذو الحشوة الجوفاء، مولداً نفثاً قوياُ ذا درجة حرارة عالية جدا، تؤدي إلى اخترق الدرع، واندفاع كمية كبيرة من الغازات والمعدن المنصهر إلى داخل الآلية محققاً بذلك إصابة مميتة.

## النماذج المتعددة للقنبلة
- RKG-3M النموذج ذو القمع النحاسي، أقصى اختراق: 170 مم.
- RKG-3EM النموذج مطور عن السابق، أقصى اختراق: 220 مم.
- UPG-8 النموذج المستخدم في التدريب.
- M79 نسخة تنتجها Yugoimport-SDPR في صربيا والجبل الأسود.

## استعمال القنبلة في الحروب
- تم استخدام RKG-3 على نطاق واسع خلال حرب أكتوبر 1973 من قبل القوات المصرية ضد الدبابات الإسرائيلية، وتتحدث المصادر عن وجود نسخه مصرية من هذه القنبلة تدعى «حسام».
وأيضاً استخدمت المقاومة العراقية خلال حرب العراق 2003، تلك القنبلة بشكل كبير، ضد الآليات خفيفة التدريع لقوات التحالف، وأحدثت إصابات بشرية ومادية ليست بالقليلة، حتى أن قناة سي بي إس أفردت تقريراً كاملاً تحدثت فيه عن التأثير المميت لتلك القنابل على آليات وجنود قوات التحالف.

## وصلات خارجية
قنابل RKG - 	المنتدى العربي للدفاع والتسليح .
القنابل اليدوية RGK-3EM - ساحات الطيران العربي.